# Pliohippus
†Pliohippus – jeden z przodków współczesnych koniowatych. Pojawił się w miocenie ok. 15 mln lat temu. Zbliżony kształtem, wielkością i uzębieniem do współczesnych koni. Był wyższy od swojego przodka – Merychippusa – wzrost w kłębie 120 cm.
Pliohippus był pierwszą formą jednopalczastą – nastąpił u niego zanik nieużywanych palców bocznych. Żył na sawannie i porośniętych trawami stepach. Pojawił się w Ameryce Północnej i stamtąd przedostał się do Ameryki Południowej.